# Nestore Corradi
Pour les articles homonymes, voir Corradi.
Nestore Corradi (né à Urbino en 1811, mort à New York le 21 avril 1891) est un sculpteur, un miniaturiste et scénographe italien qui a travaillé en Italie, au Chili, au Pérou et aux États-Unis.

## Biographie
Nestore Corradi provient d'une famille de la noblesse citadine qui, à la fin de XVIIIe siècle, adhéra au gouvernement napoléonien. Un oncle, Giovan Battista Corradi, fut député de la ville d'Urbino en 1797. Cette implication de la famille eut de graves conséquences économiques et sociales pour ses membres au lendemain de la restauration pontificale.
Il nait en 1811 à Urbino dans une famille de la noblesse, fils de Filippo et de la comtesse Vittoria Peroli. Il vit sa jeunesse dans les années tumultueuses qui préparent l'unification de l'Italie.
Dès sa jeunesse, Corradi écrit des sonnets et c'est un bon peintre et miniaturiste exposant ses œuvres lors de nombreuses expositions en Italie et à l'étranger entre 1825 et 1835. En tant que peintre, il travaillé beaucoup en tant que scénographe, avec sa sœur Clorinda Corradi, dans de nombreux théâtres italiens.
Corradi et sa sœur, Clorinda Corradi (l'une des chanteuses préférées de Rossini, qui émigrent à Santiago du Chili où il enseigne la musique et le chant pendant plus de 30 ans, introduisant le bel canto au  Chili). En 1835, ils s'installent, dans un premier temps, à La Havane (Cuba), puis à La Nouvelle-Orléans en 1837, à Lima en 1840 et de nouveau  à Santiago du Chili en 1844.
Le 7 octobre 1835, Corradi embarque à Livourne avec la compagnie lyrique à bord du paquebot «Il Coccodrillo» et débarque à La Havane le 17 décembre 1835 . À bord du navire, il y a aussi le scientifique italien Antonio Meucci, qui avait travaillé au théâtre de la Pergola à Florence avec Corradi en tant que scénographe avant de devenir amis. Les deux hommes travaillent pendant plusieurs mois dans le plus grand théâtre des Amériques: le Tacon.
Corradi occupe également la fonction de scénographe dans la compagnie lyrique, « Compagnia Lirica » dirigée par le mari de Clorindea Raffaele Pantanelli, qui met en scène des œuvres de  Donizetti,  Rossini,  Bellini et  Verdi. La compagnie rencontre un grand succès, permettant à Corradi de s'enrichir. Raffaele Pantanelli expose le capital dans une entreprise risquée avec une société française ce qui provoque la faillite et la perte de tous les biens.
Corradi quitte le Chili et s'installe à New York entre 1850 et 1860 (probablement, selon les relevés des navires à l'entrée de New York, en 1858). c'est un bon peintre et un sculpteur de talent, travaillant beaucoup sur les scènes des opéras italiens de New York. C'est aussi un miniaturiste et un dessinateur de talent, certaines de ses œuvres figurent dans des collections privées et publiques aux États-Unis et en Italie.
À New York, Corradi fonde en 1863, la première société italienne de crédit des États-Unis, la «Unione e Fratellanza», dont il devient le premier président. Il retrouve son ami, Antonio Meucci, et joue un rôle de premier plan dans la vie culturelle et politique de la communauté italienne de New York au cours de la seconde moitié du XIXe siècle, fréquentant Pietro Maroncelli, Paolo Bovi, Quirico Filopanti, Giuseppe Garibaldi, Giuseppe Avezzana, et d'autres. Il est également membre de la franc-maçonnerie.
Un dessin de l'invention du téléphone fait en 1858 par Corradi pour Meucci représente la preuve principale de l'invention du téléphone par le savant italien. Ce dessin a été récemment imprimé sur un timbre émis par la Poste italienne à l'honneur de Meucci.
Corradi se marie vers 1860 avec une certaine Mary, dont le nom de famille est inconnu, d'une famille américaine du Maryland ayant des origines anglo-françaises, il vit avec sa famille à New York (Manhattan) jusqu'à sa mort en 1891. Très probablement ils n'ont pas eu d'enfants. Ses funérailles sont impressionnantes, comme en témoignent les articles des  quotidiens italiens de New York (Il Progresso Italo-américain), auxquelles participent toute la communauté italienne de New York et les représentants du consulat italien, de la franc-maçonnerie, de la presse et les membres de la société «Unione e Fratellanza». Il est enterré au cimetière de Green-Wood de New York.

### Sources
- (it) Cet article est partiellement ou en totalité issu de l’article de Wikipédia en italien intitulé « Nestore Corradi » (voir la liste des auteurs).